# 1866

## Esdeveniments
Països Catalans
- 6 d'abril - Barcelona: S'estrena al Teatre Odeon Les joies de la Roser, de Frederic Soler, primer exemple de teatre no paròdic en català.[1]
- 22 d'abril - Andorra: Josep Caixal i Estradé, bisbe d'Urgell, hi promulga la llei anomenada de la "nova reforma".[2]

Resta del món
- Brussel·les (Bèlgica): surt el primer volum de la Biographie Nationale de Belgique
- Tennessee: fundació de Fisk University

## Naixements
Països Catalans
- 4 de gener, Barcelona: Ramon Casas i Carbó, pintor, dibuixant i cartellista (m. 1932).[3]
- 20 de febrer, Gràcia, província de Barcelona: Pompeu Fabra i Poch, filòleg català, principal impulsor de la reforma ortogràfica del 1913 (m. 1948).
- 22 d'abril, València: Joan Josep Laguarda i Fenollera, bisbe d'Urgell, Jaén i Barcelona (m. 1913).[4]
- 30 de maig, Cadaqués: Lídia de Cadaqués, hostalera de Cadaqués, mitificada per artistes com d'Ors o Dalí (m. 1946).[5]
- 13 de juliol, Altea, Marina Baixa: Francesc Martínez i Martínez, historiador valencià (m. 1946).
- 24 de setembre, Gualba, Vallès Oriental: Dolors Lleonart i Casanovas, una de les primeres metgesses catalanes (m. 1936).[6]
- 11 d'octubre, Alacant: Carlos Arniches Barreda, comediògraf valencià (m. 1943).
- 13 de desembre, Vilafranca del Penedès: Rafael Oliver i Batlle, sacerdot escolapi i literat català.
- 31 de desembre, 
  - Barcelona: Enriqueta Compte y Riqué, mestra uruguaianocatalana, fundadora del primer Jardí d'Infants de Sud-amèrica (m. 1949).[7]
  - Barcelona: Joana Soler Engràcia, pintora catalana (m. 1914).[8]
  - Castelló de la Plana: Salvador Guinot Vilar, escriptor i alcalde de Castelló (m. 1944).

Resta del món
- 26 de gener, Clamecy, França: Romain Rolland, escriptor francès, Premi Nobel de Literatura de l'any 1915 (m. 1944).
- 19 de febrer, Comtat de Greene, Alabama: Mary Anderson, inventora de l'eixugaparabrises (m. 1953).[9]
- 21 de març, Cold Spring, Nova York: Antonia Maury, astrònoma nord-americana que treballà en sistemes de classificació d'estels (m.1952).[10]
- 1 d'abril, Empoli, Regne d'Itàlia: Ferruccio Busoni, compositor, virtuós pianista, professor i director d'orquestra italià (m. 1924)[11]
- 14 d'abril, Feeding Hills, Agawam, EUA: Anne Mansfield Sullivan, mestra estatunidenca, mestra de Helen Keller (m. 1936).[12]
- 10 de maig, Hrodna (Belarús): Léon Bakst, pintor i decorador rus (m. 1924).[13]
- 11 de maig, Richmond, Richmond upon Thames: Clare 'Tony' Atwood, pintora britànica (m. 1962).[cal citació]
- 17 de maig, Honfleur, França: Erik Satie, compositor francès (m. 1925).[14]

- 23 de maig, Villeneuve-l'Etang, Alts del Sena: Ellen Ridgway, jugadora de golf i filantropa estatunidenca (m. 1934).[15]
- 17 de juny, Colònia: Felix vom Rath, compositor alemany.
- 25 de juny, Santiago, Xileː Eloísa Díaz Insunza, primera metgessa de Xile i d'Amèrica del Sud (m. 1950).[16]
- 12 de juliol - Clichyː La Goulue, popular ballarina de cancan, figura mítica del París de la Belle Époque (m. 1929).[17]
- 14 de juliol - Brussel·les: Juliette Wytsman, pintora impressionista i gravadora belga (m. 1925).[18]
- 23 de juliol - Palmi, prop de Reggio Calabria: Francesco Cilea, compositor d'òpera italià (m. 1950).[19]
- 28 de juliol, Londres: Beatrix Potter, escriptora i il·lustradora britànica de literatura infantil i una botànica significativa (m. 1943)[20]
- 12 d'agost, Madrid, Espanya: Jacinto Benavente, escriptor espanyol, Premi Nobel de Literatura de 1922 (m. 1954).
- 13 d'agost, Lhi Vialar, Regne d'Itàlia: Giovanni Agnelli, empresari i senador italià, fundador de la FIAT (m. 1954).
- 7 de setembre, París: Tristan Bernard, novel·lista i autor dramàtic francès (m. 1947).[21]
- 21 de setembre, Rouen, França: Charles Nicolle, metge i microbiòleg, Premi Nobel de Medicina o Fisiologia del 1928 (m. 1936).
- 13 de setembre, Newburyport, Massachusetts: Arthur Noyes, químic i professor estatunidenc.
- 26 de setembre, Bristol, Anglaterra: Archibald Vivian Hill, fisiòleg anglès, Premi Nobel de Medicina o Fisiologia de 1922 (m. 1977).
- 12 d'octubre, Lossiemouth, Escòcia:James Ramsay MacDonald, polític escocès, Primer Ministre del Regne Unit (1924 i 1929-1935) (m.1937).[22]
- 19 d'octubre, Quaix-en-Chartreuse: Jacqueline Marval, pintora francesa, litògrafa i escultora (m. 1932).[23]
- 28 d'octubre, Vilanova de Arousa, Galícia: Ramón María del Valle-Inclán, escriptor gallec.
- 17 de novembre, Tucumánː Lola Mora, destacada escultora de l'Argentina (m.1936).[24]
- 4 de desembre, Moscou, Imperi Rus: Vassili Kandinski, pintor rus (m. 1944).
- 7 de desembre, Donegal: Maude Delap, biòloga marina autodidacta,especialista en meduses.[25]
- 10 de desembre, Ieper, Bèlgicaː Louise de Hem, pintora belga (m. 1922).[26]

- Buenos Aires: Higinio Cazón, poeta i compositor argentí.

## Necrològiques

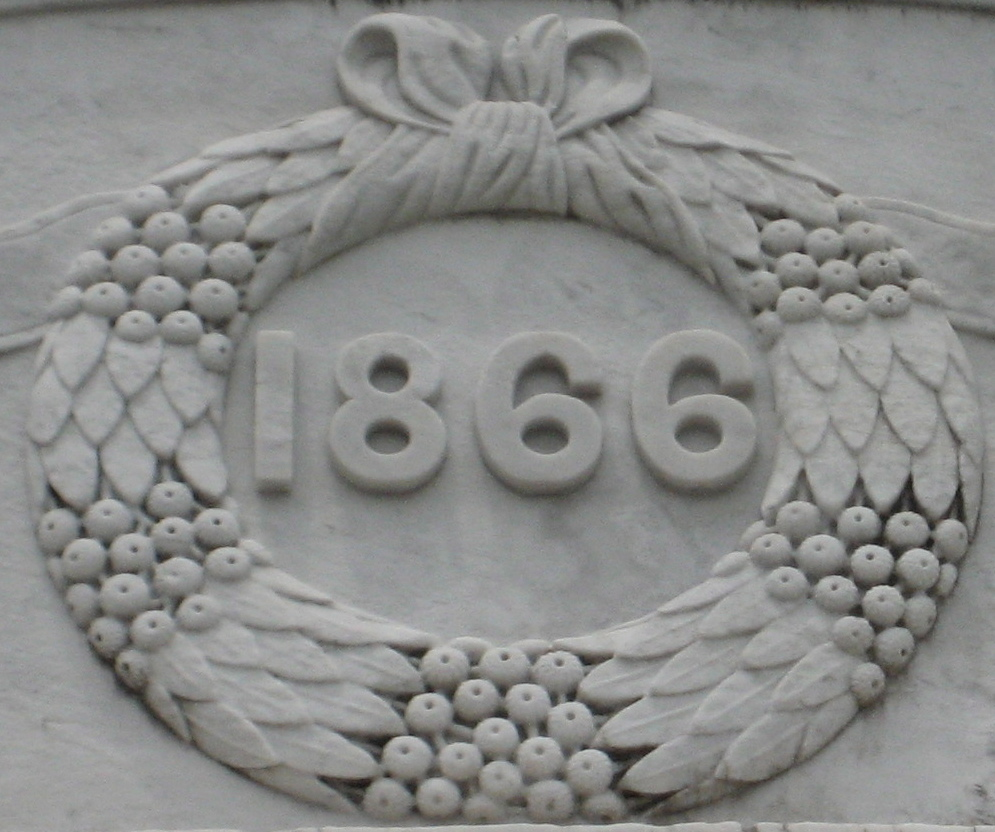
Cementiri de St. Louis, Nova Orleans

- 13 de gener, Bessungen: Johann Christian Markwort, tenor i escriptor musical alemany.
- 28 de juny, Ciutat de Guatemala: Juan Diéguez Olaverri, poeta
- 20 de juliol
  - Japó: Tokugawa Iemochi, 45è shogun (n. 1846).
  - Verbania: Bernhard Riemann, matemàtic (n. 1826).
- 29 de juliol, Boursault: Barbe-Nicole Ponsardin, la Vídua Clicquot, empresària francesa de la indústria del xampany (n. 1777).[27]
- 29 de novembre, Pest: Johanna Sophie Löwe, cantant alemanya (n. 1815).[28]
- 1 de desembre, Londres, Anglaterra: George Everest, geògraf i topògraf gal·lès, responsable general de la topografia de l'Índia (n. 1790).[29]
- Barcelona: Francesc Xarrié, teòleg i predicador català.